# Албин Молер
За друге употребе, погледајте Молер (вишезначна одредница).
Албин Молер (дњлсрп. Albin Moller, лат. Albinus Mollerus; Штраупиц, 1541 — Алтдеберн, 26. децембар 1618) био је немачки парохијски свештеник, астроном, састављач календара, природњак, зачетник лужичкосрпског књижевног језика. Имао је лужичкосрпско порекло; писао на немачком и доњолужичкосрпском језику.

## Биографија
Отац А. Молера био је из Штраупицког сталешког поседа. Албин је учио латинску школу у Калауу. Од 1559. године студирао је теологију у Франкфурту на Одри, а од 1568. године наставио студирање у Витенбергу. Уписао се на Универзитет у Витенбергу 2. фебруара 1568. под именом Albinus Mollerus Straupicensis. Тамо је добио титулу магистра теологије. До 1572. године служио је као парохијски свештеник у Торнову (уништено у 20. веку), од 1572. до 1574. године — у Штраупицу, затим у другим местима, 1582. године у Грос Деберну.
Одушевљен астрологијом, објавио је „Prognosticon Astrologicum” за 1573. и 1574. године. Године 1574, у Будишину, у штампарији М. Волраба објавио је фактички прве три лужичкосрпске књиге на доњолужичкосрпском језику: „Мали катехизам”, „Вечни црквени календар” и „Збирку лужичкосрпских псалама”. Словенац А. Бохорич укључио је доњолужичкосрпске текстове из Молеровог катехизма у прву граматику словеначког језика, коју је објавио у Витенбергу 1584. године. Током сукоба између калвиниста и следбеника Меланхтона, А. Молер, очигледно, био је строг лутеран. Учествовао у раду на књизи лековитих биљака берлинског дворског лекара Л. Турнајсера, која је написана на латинском, немачком и доњолужичкосрпском језику. Из преписке Молера и Турнајсера од 1582. године јасно је да је Молер радио код Турнајсера као астролог. Први свезак књиге је изашао у Берлину 1578. године. Молер је предао за књигу 240 имена биљака са доњолужичкосрпским еквивалентима.
На доњолужичкосрпском језику Молер је објавио у Лајпцигу астрономски и астролошки радови: „Подробан и истинит извештај о новој комети” (1605), „Велика практична астрологија” (1613).

### Састављање календара
Астрономија (која још није одвојена од астрологије) била је повезана са стварањем календара. Молерови календари редовно се појављују од 1584. године у Лајпцигу, Франкфурту на Одри, Бреслау, Прагу и Вилну. Они су излазили на немачком, чешком и пољском језику, и садржали су такође астрономску и астролошку информацију. Стварање календара вероватно било је Молеру извор стабилног прихода. Пребивалиште Молера између 1582. и 1601. године није познато. Његови календари су добили признање од градског већа Калауа и цара Рудолфа II, који је 1607. године поклонио Молеру кућу у селу Алтдеберн у којој је научник живео до краја живота 1618. године.
Календари су наставили да излазе под његовим именом до 1630. године. Комерцијална употреба имена након смрти аутора није била необична. У чешком календару од априла 1622. године је саопштено да су га „саставили његови наследници”. Састављање календара наставио је Молеров ученик из Алзаса Ј. Фишбах. До 1646. године календари су били украшени портретом Молера.